# プージャ (ヒンドゥー教)
プージャ（pūjā）とはヒンドゥー教における礼拝の儀式の事である。

## 内容
日常的に行われるが、出産や結婚などの人生イベントでも行われる。他にも祭りとしての時期的なプージャがある。場所も各家庭から寺院まで様々。アパートの契約後、そのアパートでのプージャもあった。儀式の手順としては、身を清め、花を添え、貝殻を鳴らしベルを鳴らして行う。礼拝を取り仕切るのは僧侶や聖者が多い。供物や花などを炎にくべる。供物を与えた後に、アラティといわれるろうそくの炎の儀式で自我を取り払い神との合一を目指すとされる。ここでの炎は聖なる光でもある。インド占星術師のK・N・ラオは修行あるいは星からの啓示を得るためにプージャを行っている。

## 手順
マンガラーガウリー女神供養を例にとる。
1. 身体を清潔にする
2. 神への礼
3. 宣言
4. 供物や道具の清拭
5. 神像の沐浴や供養
6. アラティ

## 目的
最終目的は神との合一である。